# Laguna del Carbón

Lägeskarta

Laguna del Carbón eller Kolsjön (spanska Laguna del Carbón) är en insjö i sydöstra Argentina. Sjön är den lägsta öppna platsen på land såväl på den sydamerikanska kontinenten som på hela Södra halvklotet och på hela Västra halvklotet och är en av världens yttersta platser.

## Geografi
Laguna del Carbón ligger i Patagonien i södra Argentina.
Sjön ligger nära "Ruta Nacional 3" (riksväg 3) mellan Puerto Santa Cruz vid Santa Cruzfloden och Puerto San Julián vid San Juliánviken cirka 60 km sydväst om staden Puerto San Julián.
Den endorheiska sjön är en saltsjö med en yta på cirka 9 km² och ligger i botten på den geomorfologiska sänkan Gran Bajo de San Julián. Vattenytan ligger på 105 meter under havet. Området är världens till lands sjunde lägsta plats.
Förvaltningsmässigt utgör sjön en del av distriktet Departamento de Corpen Aike i provinsen Santa Cruz.

## Historia
Området är rik på paleontologiska fynd som fossiler av dinosaurier och annan megafauna i de tertiära avlagringarna och det finns även ett stort bestånd av förstenat trä.